# اوشکوش ال-ای‌تی‌وی
خودرو سبک زرهی اوشکوش ال-ای‌تی‌وی با سرمایه‌گذاری خصوصی توسط شرکت اوشکوش طراحی و ساخته شده‌است

## توضیحات
سال ۲۰۰۶ میلادی را می‌توان شروع طرح این خودرو خواند که در ۲۰۱۱ چند نمونه نهایی از آن ساخته شد دلیل ساخت این خودرو زرهی جایگزینی آن با خودروی هاموی است که مدت هاست که در خدمت ارتش و سپاه تفنگداران است و به دلیل طراحی قدیمی در رزم‌های جدید با مشکل روبرو شده‌است. این خودرو در برابر انفجارهای سبک مقاومت خوبی دارد.

## تسلیحات و پیشرانه

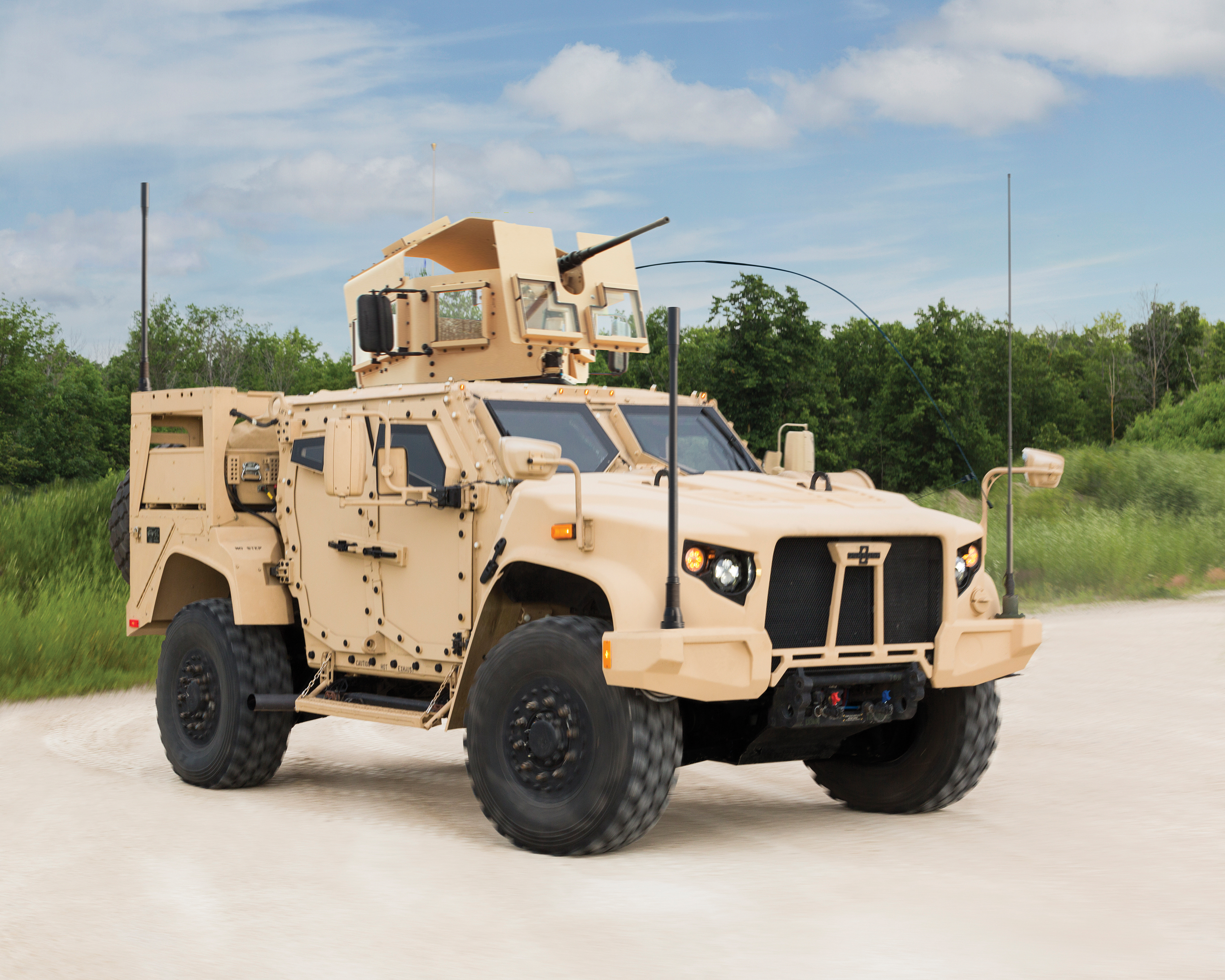

این خودرو قابلیت استفاده از مسلسل‌های ۱۲٫۷ و ۷٫۶۲ میلیمتری و انواع نارنجک‌‌انداز را دارد پیشرانه این خودرو دیزلی توربو شارژ یا دیزل الکتریک هیبریدی است

## نگارخانه

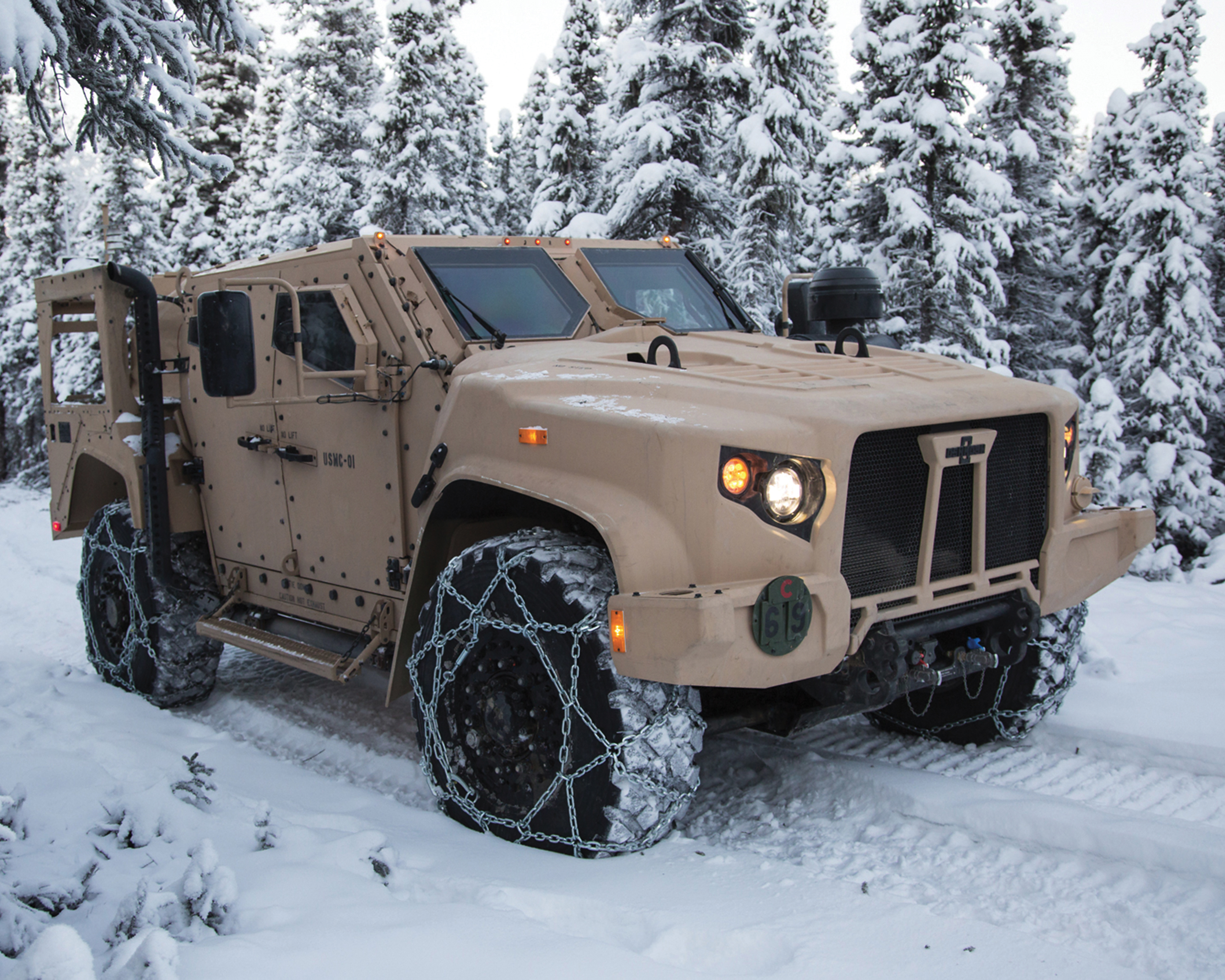
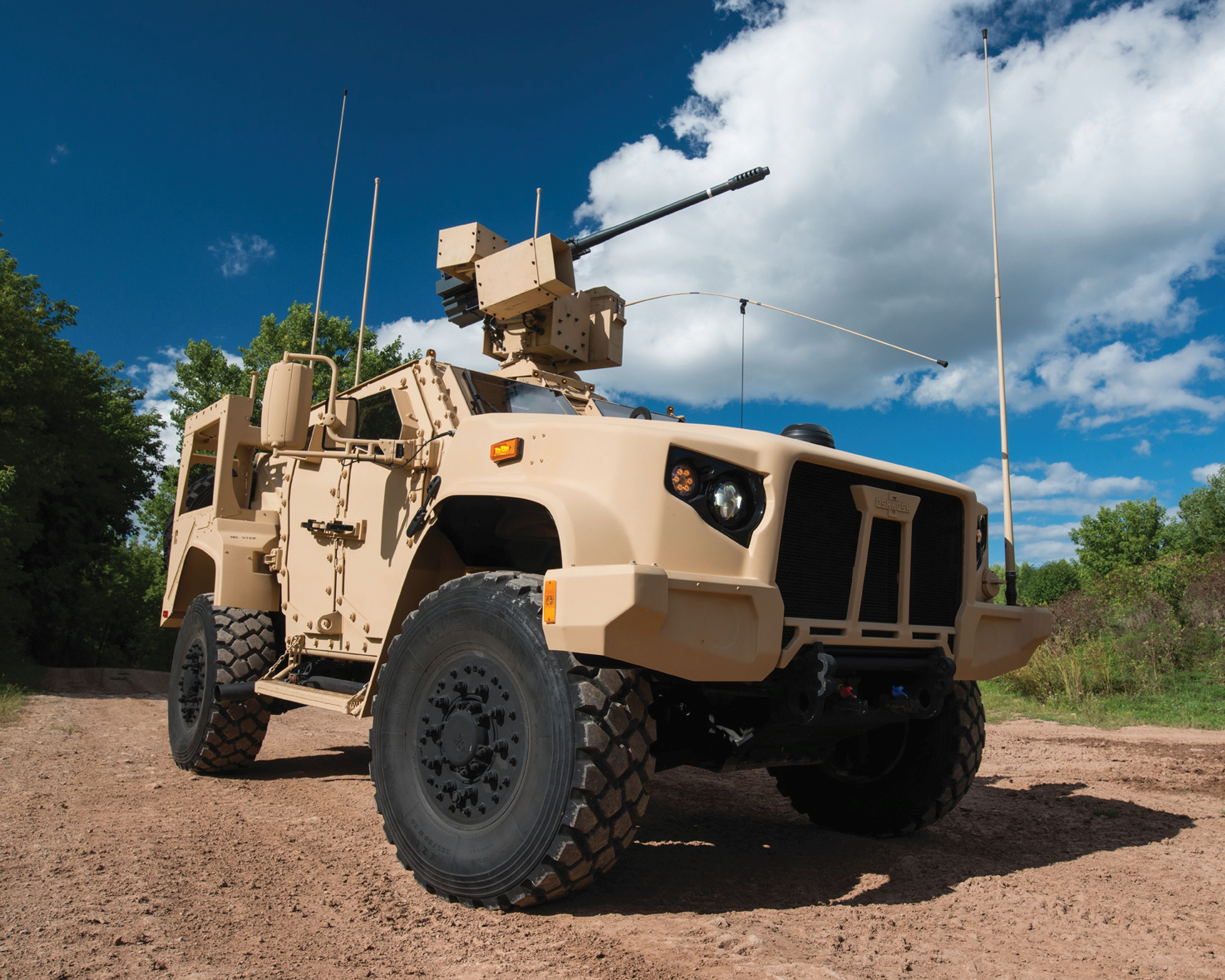
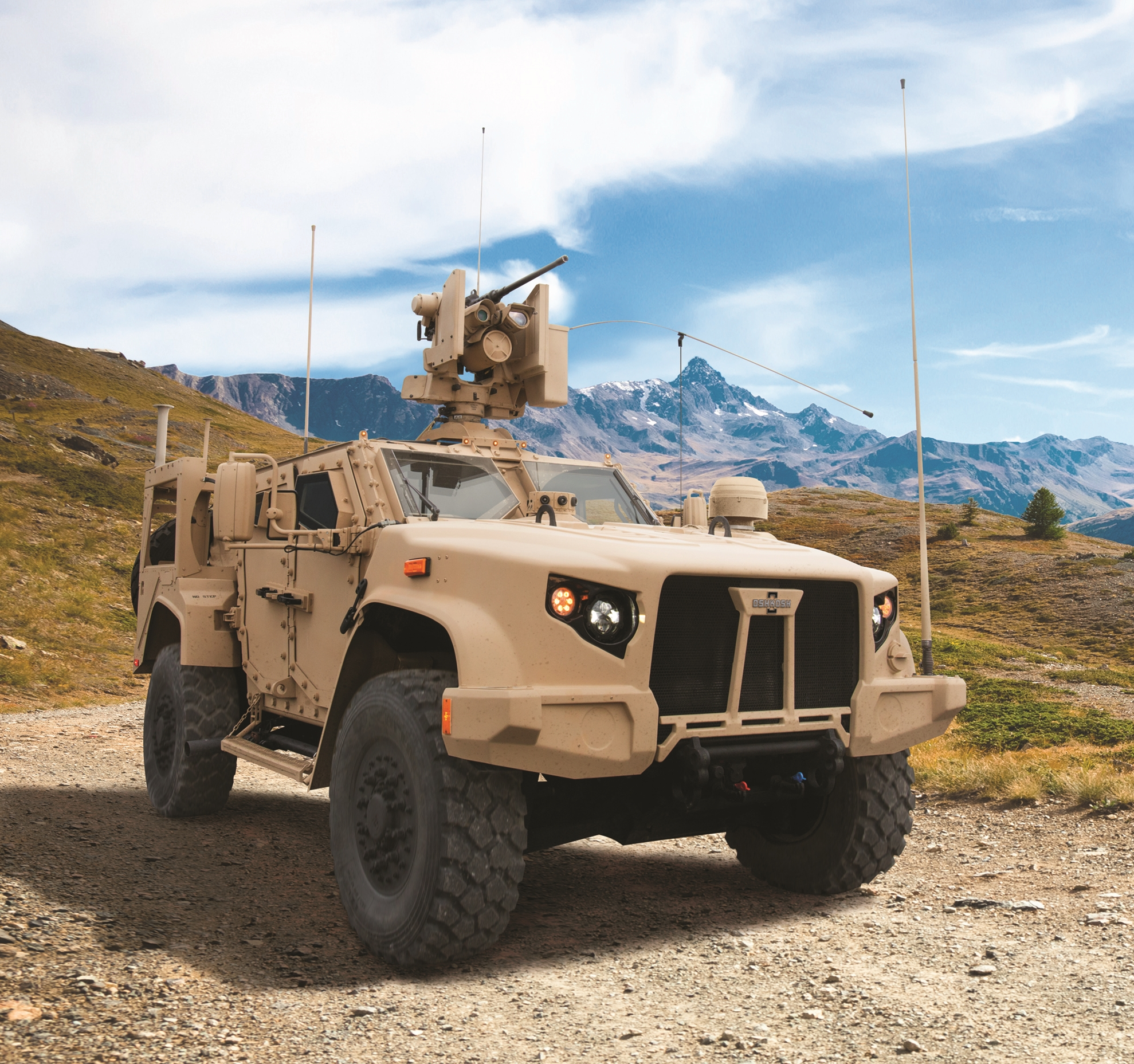
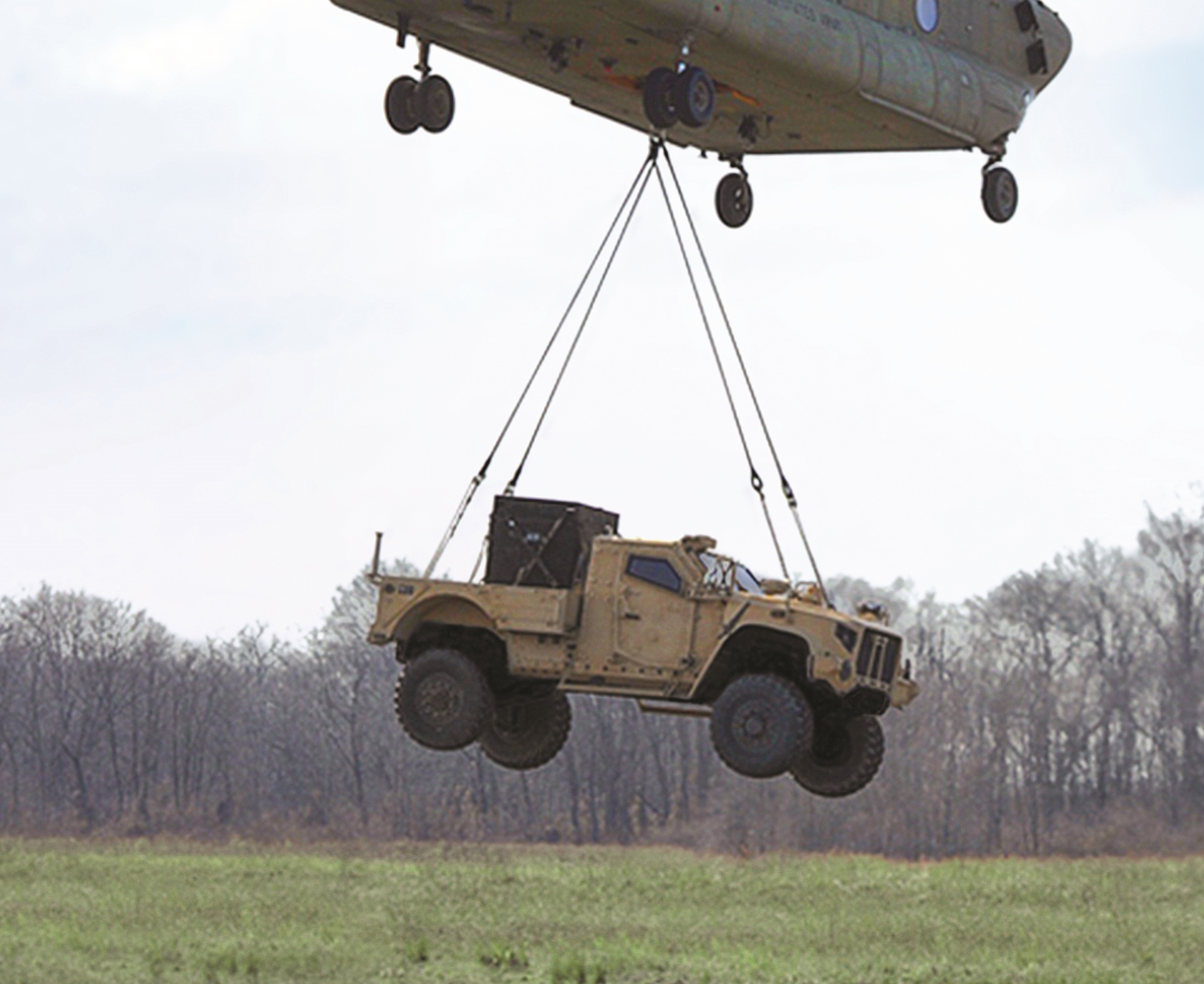
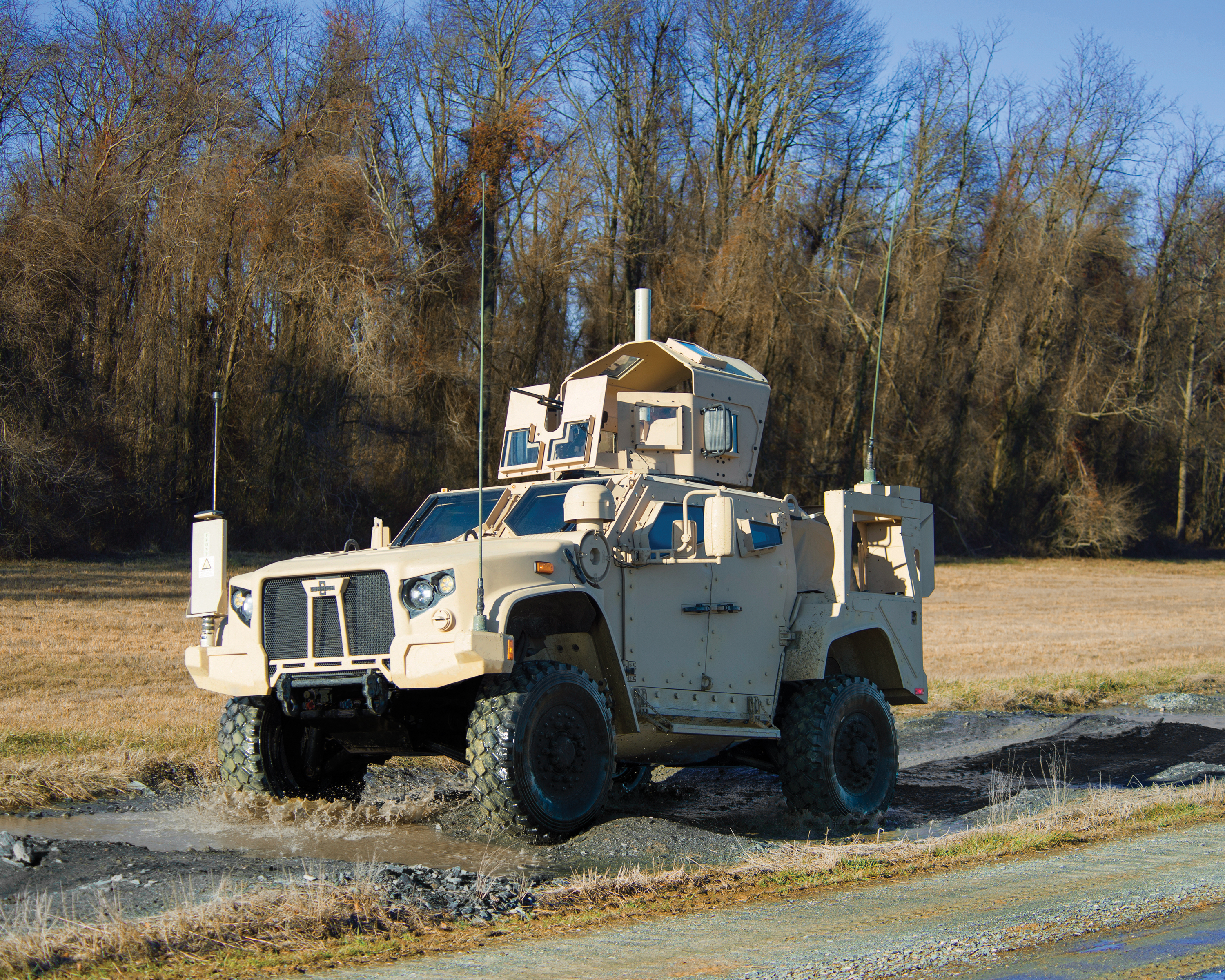
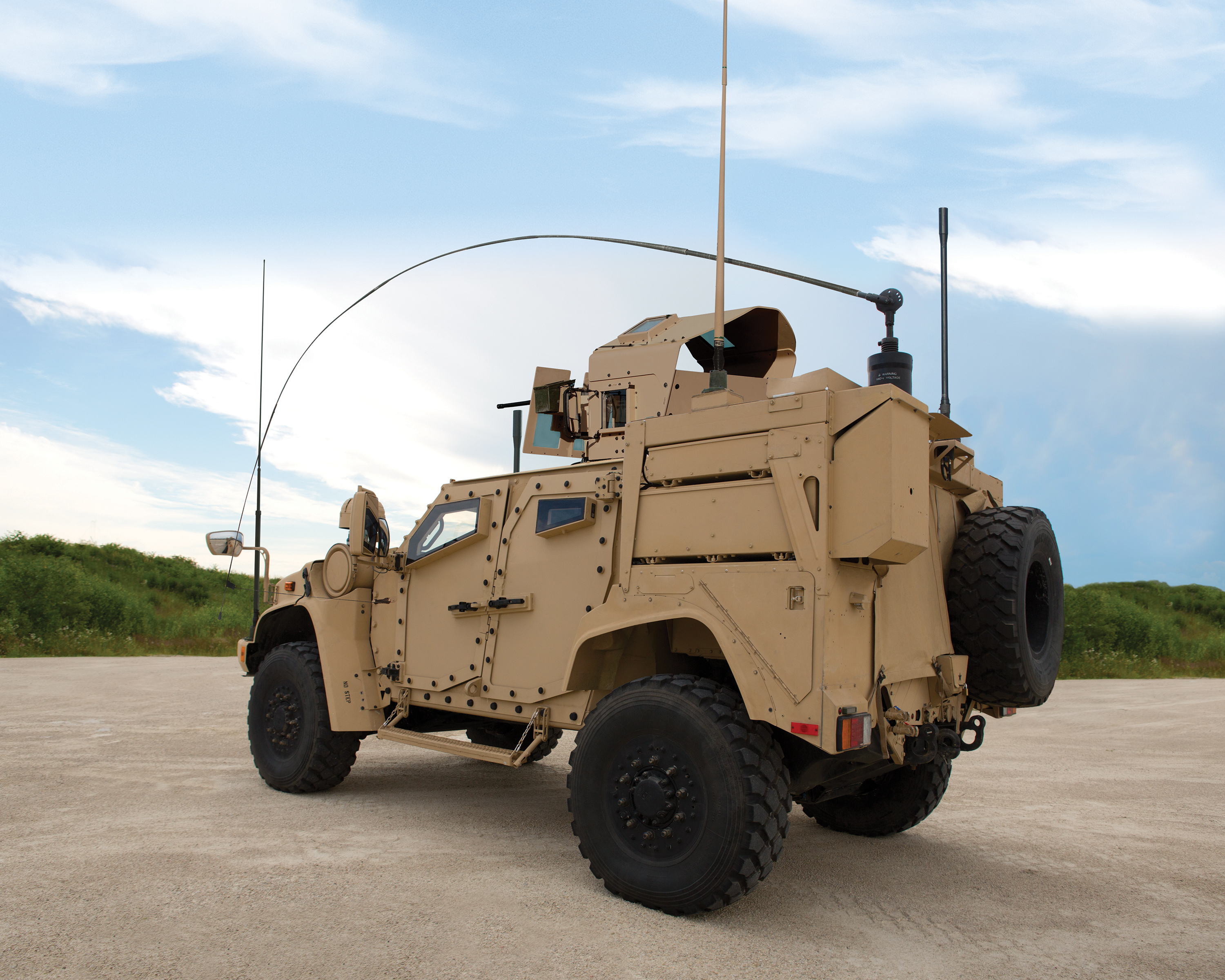
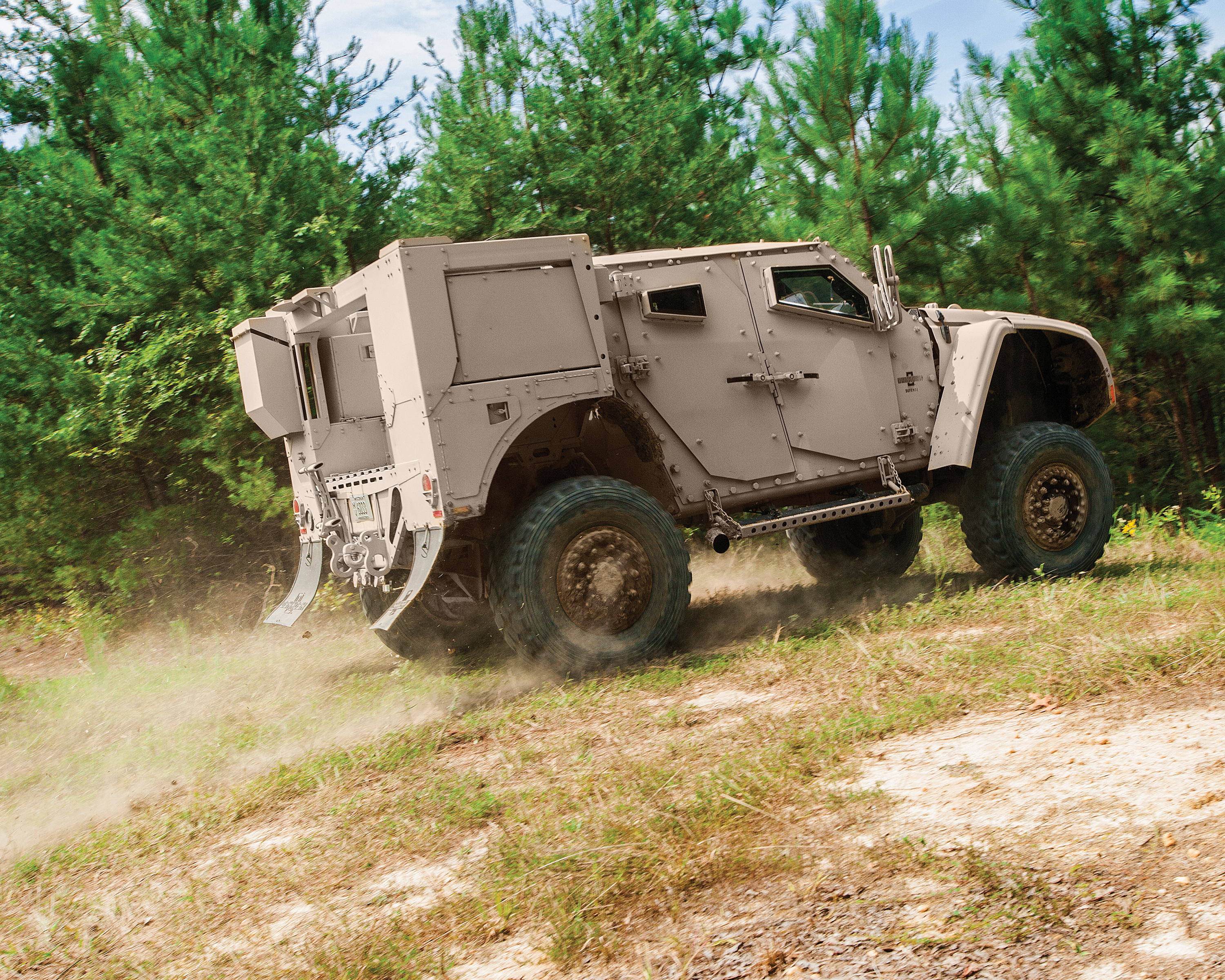